# Никола Тихолов
Никола Тихолов Тихолов е български сценарист.

## Биография
Роден е в град Тетевен на 1 януари 1929 г. Завършва през 1950 г. Софийския университет със специалност „Право“. През 1964 г. завършва ВГИК, Москва с кинодраматургия.

## Филмография
- Денят на владетелите (1986)
- Женски сърца (тв, 1985)
- Златният век (1984)
- 24 часа дъжд 1982)
- Незабравимият ден (1975)
- Иван Кондарев (1974)
- Понеделник сутрин (1965, премиера 1988)
- Черната река (1964)
- Среща на силите
- Божура